# Intérprete (informática)

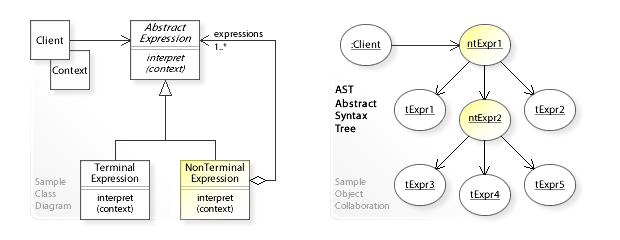
Patrón de diseño de intérprete UML de W3sDesign.

En ciencias de la computación, intérprete o interpretador es un programa informático capaz de analizar y ejecutar otros programas. Los intérpretes se diferencian de los compiladores o de los ensambladores en que mientras estos traducen un programa desde su descripción en un lenguaje de programación al código de máquina del sistema, los intérpretes solo realizan la traducción a medida que sea necesaria, típicamente, instrucción por instrucción, y normalmente no guardan el resultado de dicha traducción.
Usando un intérprete, un solo archivo fuente puede producir resultados iguales incluso en sistemas sumamente diferentes (ejemplo. una PC y una PlayStation 4). Usando un compilador, un solo archivo fuente puede producir resultados iguales solo si es compilado a distintos ejecutables específicos a cada sistema.
Los programas interpretados suelen ser más lentos que los compilados debido a la necesidad de traducir el programa mientras se ejecuta, pero a cambio son más flexibles como entornos de programación y depuración (lo que se traduce, por ejemplo, en una mayor facilidad para reemplazar partes enteras del programa o añadir módulos completamente nuevos), y permiten ofrecer al programa interpretado un entorno no dependiente de la máquina donde se ejecuta el intérprete, sino del propio intérprete (lo que se conoce comúnmente como máquina virtual).
Para mejorar el desempeño, algunas implementaciones de algunos lenguajes de programación pueden interpretar o compilar el código fuente original en una forma intermedia  más compacta, y después traducir eso al código de máquina (ej. Perl, Python, MATLAB, y Ruby). Algunos aceptan los archivos fuente guardados en esta representación intermedia (ej. Python, UCSD Pascal y Java).
En la actualidad, uno de los entornos más comunes de uso de los intérpretes es en los navegadores web, debido a la posibilidad que estos tienen de ejecutarse independientemente de la plataforma.

## Intérpretes de bytecode
Hay un espectro de posibilidades entre la interpretación y la compilación, dependiendo de la cantidad de análisis realizados antes de que el programa sea ejecutado. Por ejemplo, el Emacs Lisp es compilado a bytecode, que es una representación altamente comprimida y optimizada del código fuente del Lisp, pero no es código de máquina (y por lo tanto no está atado a cualquier hardware particular). Este bytecode es entonces interpretado por un intérprete de bytecode (que está escrito en C). En este caso, el código compilado es el código de máquina para una máquina virtual, que no está implementada en el hardware, sino en el intérprete de bytecode. El mismo acercamiento es utilizado con el código Forth usado en sistemas Open Firmware: el lenguaje fuente es compilado en «código F» (un bytecode).

## Eficiencia
La desventaja principal de los interpretadores es que cuando se interpreta un programa, típicamente corre más lentamente que si hubiera sido compilado. La diferencia en velocidades puede ser minúscula o grande; a menudo un orden de magnitud y a veces más. Generalmente toma más tiempo correr un programa bajo un interpretador que correr el código compilado, pero puede tomar menos tiempo para interpretarlo que el tiempo total requerido para compilarlo y ejecutarlo. Esto es especialmente importante si se está haciendo y probando un código prototipo cuando un ciclo de editar, interpretar y depurar del interpretador, a menudo puede ser mucho más corto que el ciclo de editar, compilar, ejecutar y depurar del compilador.
La interpretación de código es más lenta que la ejecución de código compilado porque el interpretador debe analizar cada sentencia en el programa cada vez que es ejecutada y entonces realizar la acción deseada, mientras que el código compilado solo realiza la acción dentro de un determinado contexto fijo por la compilación. Este análisis en tiempo de ejecución se conoce como «sobrecarga interpretativa». En un interpretador, el acceso a las variables es también más lento porque el mapeo de identificadores hacia las localizaciones de almacenamiento debe hacerse repetidamente en tiempo de ejecución en vez de en el tiempo de compilación. Hay varios compromisos entre la velocidad de desarrollo al usar un interpretador y la velocidad de ejecución al usar un compilador. Algunos sistemas (ej., algunos LISPs) permiten al código interpretado y al compilado llamarse el uno al otro y compartir variables. Esto significa que una vez que una rutina ha sido probada y depurada bajo el interpretador puede ser compilada y por lo tanto beneficiarse de una ejecución más rápida mientras que otras rutinas están siendo desarrolladas. Muchos interpretadores no ejecutan el código fuente tal y como está sino que lo convierten en una forma interna más compacta. Por ejemplo, algunos interpretadores BASIC reemplazan palabras clave (keywords) con tokens de un simple byte que pueden ser usados para encontrar la instrucción en una tabla de saltos. Un interpretador puede bien usar el mismo analizador lexicográfico y el analizador sintáctico (parser) que el compilador y entonces interpretar el árbol de sintaxis abstracta resultante.

## Interpretadores de árbol de sintaxis abstracta
En el espectro entre la interpretación y la compilación, otro acercamiento está transformando el código fuente en un árbol de sintaxis abstracta optimizado (AST), y después procediendo a ejecutar el programa siguiendo esta estructura arborescente. En este acercamiento cada sentencia necesita ser analizada (parsed) solo una vez. Como una ventaja sobre el bytecode, el AST mantiene la estructura y las relaciones globales del programa entre las sentencias (que se pierden en una representación de bytecode), y proporciona una representación más compacta.
Así, el AST se ha propuesto como un mejor formato intermedio para los compiladores justo a tiempo que el bytecode. También, permite realizar un mejor análisis durante tiempo de ejecución. Un interpretador Java basado en AST ha demostrado ser más rápido que un interpretador similar basado en bytecode, gracias a las más poderosas optimizaciones permitidas al tener la estructura completa del programa, así como tipos de datos de alto nivel, disponibles durante la ejecución.

## Compilación justo a tiempo
Para desdibujar más la distinción entre los interpretadores, los interpretadores de bytecode y la compilación, está la compilación justo a tiempo (o JIT), una técnica en la cual la representación intermedia es compilada a código de máquina nativo en tiempo de ejecución. Esto confiere la eficiencia de ejecutar el código nativo, al costo de tiempo de inicio y de un uso creciente de la memoria cuando el bytecode o el AST es compilado por primera vez. La optimización adaptativa es una técnica complementaria en la cual el interpretador hace un análisis de desempeño del programa que está corriendo (profiling) y compila sus partes más frecuentemente ejecutadas a código nativo. Ambas técnicas tienen algunas décadas, apareciendo en lenguajes tales como Smalltalk en la década de 1980.
En años recientes, la compilación justo a tiempo ha ganado la atención de la mayoría de los implementadores de lenguajes de programación, con Java, Python, y el Microsoft .NET Framework todos ahora incluyendo JITs.

## Ejemplos
Algunos ejemplos de intérpretes:
- Motor Zend
- CPython
- Ruby MRI
- YARV
- Basic

## Lenguaje interpretado
Un lenguaje interpretado es un lenguaje de programación para el que la mayoría de sus implementaciones ejecuta las instrucciones directamente, sin una previa compilación del programa a instrucciones en lenguaje máquina. El intérprete ejecuta el programa directamente, traduciendo cada sentencia en una secuencia de una o más subrutinas ya compiladas en código máquina.
Los términos lenguaje interpretado y lenguaje compilado no están bien definidos porque, en teoría, cualquier lenguaje de programación puede ser interpretado o compilado. Cada vez es más popular, en las implementaciones más modernas de un lenguaje de programación, ofrecer ambas opciones.
Los lenguajes interpretados también pueden diferenciarse de los lenguajes de máquina. Funcionalmente, tanto la ejecución y la interpretación significan lo mismo —obtener la siguiente instrucción (sentencia) del programa y su ejecución—. Aunque el bytecode (código byte) interpretado es además idéntico a su forma en código máquina y tiene una representación en ensamblador, el término «interpretado» se reserva en la práctica para lenguajes «procesados por software» (como las máquinas virtuales o emuladores) por encima del procesado nativo (por ejemplo, por hardware).
En principio, los programas de muchos lenguajes se pueden compilar o interpretar, emular o ejecutar nativamente, así que esta designación se aplica solamente a la implementación práctica más usual, en vez de representar una propiedad esencial del lenguaje. De forma parecida al microcódigo del procesador, muchos intérpretes, internamente recaen en una compilación en tiempo de ejecución.
Evitando la compilación, los programas interpretados son más fáciles de evolucionar durante el desarrollo y la ejecución (transformándose en ocasiones de uno en la otra). De otra parte, ya que la compilación implica una traducción a un formato más amigable con la máquina, los programas interpretados corren más lentamente y menos eficientemente (es decir, gastan considerablemente más energía). Esto es especialmente verdad para los lenguajes de guion, cuyas sentencias son más complejas de analizar comparadas con las instrucciones máquina.
Muchos lenguajes se han implementado usando tanto compiladores como intérpretes, incluyendo  BASIC, C, Lisp, Pascal y Python. Java y C# se compilan a código byte, el lenguaje interpretado específico para la máquina virtual. Muchas implementaciones de Lisp pueden mezclar libremente código interpretado y compilado.

### Antecedentes históricos de interpretado y compilado
En los comienzos de la computación, el diseño de lenguajes fue fuertemente influenciado por la decisión de usar la compilación o la interpretación como modos de ejecución. Por ejemplo, algunos lenguajes compilados requieren que los programas deban indicar explícitamente el tipo de dato de una variable en el momento en que sea declarada o al ser usada por primera vez, mientras que algunos lenguajes interpretados toman ventaja de los aspectos dinámicos de la interpretación para hacer tales declaraciones innecesarias. Por ejemplo, Smalltalk (1980), que fue diseñado para ser interpretado en tiempo de ejecución, permite a objetos genéricos interactuar dinámicamente entre sí.
Inicialmente, los lenguajes interpretados eran compilados línea por línea, es decir, cada línea era compilada a medida que estaba a punto de ser ejecutada, y si un bucle o una subrutina hicieran que ciertas líneas se ejecutaran múltiples veces, serían recompiladas repetidamente. Esto ha llegado a ser mucho menos común. La mayoría de los lenguajes interpretados usan una representación intermedia, que combina tanto la compilación como la interpretación. En este caso, un compilador puede producir el código byte o el código enhebrado, que entonces es ejecutado por un intérprete de código byte.
Los ejemplos incluyen:
- Java
- Python
- Ruby (de forma similar, utiliza un árbol de sintaxis abstracta como representación intermedia)
- Forth

La representación intermedia se puede compilar una sola vez (como en Java), cada vez que se vaya a ejecutar (como en Perl o Ruby), o cada vez que se detecte un cambio en el código fuente antes de la ejecución (como en Python).

### Ventajas de interpretar un lenguaje
Interpretar un lenguaje da a las implementaciones una flexibilidad adicional sobre las implementaciones compiladas. Algunas características son más fáciles de implementar en intérpretes que en compiladores son (pero no se limitan a estas):
- Independencia de la plataforma (por ejemplo el bytecode de Java)
- Reflexión y uso reflexivo del evaluador (por ejemplo, una función eval de primer orden)
- Tipos dinámicos
- Un tamaño del programa más pequeño (puesto que las implementaciones tienen la flexibilidad de elegir el conjunto de instrucciones)
- Ámbito dinámico
- Facilidad en la depuración (es más fácil obtener información del código fuente en lenguajes interpretados)

### Desventajas de los lenguajes interpretados
La principal desventaja de la interpretación es una velocidad de ejecución del programa mucho más lenta, comparada con la ejecución directa del código máquina en la CPU del ordenador. Una técnica utilizada para mejorar las prestaciones es la compilación en tiempo de ejecución, que convierte las secuencias ejecutadas más frecuentes en código máquina del ordenador.

### Lista de lenguajes más usados de forma interpretada
| - APL Un lenguaje orientado a vectores que usa un conjunto de caracteres inusual - BASIC (aunque la versión original, era compilada, así como muchos modernos) - ECMAScript - Manipulación de ecuaciones y sistemas de resolución - EUPHORIA interpretado o compilado - Forth | - Game Maker Language - Java (lenguaje de programación) - Madness Script - Perl - PHP - PostScript - Python - Lisp - Logo - Scheme - MUMPS (tradicionalmente interpretado, compilado en las versiones modernas) - REXX - Ruby - Seed7 interpretado o compilado - Smalltalk | - Lenguajes de scripting - Hojas de cálculo - S - Tcl - VBScript - PowerShell - XMLmosaic |

#### Lenguajes normalmente compilados a código byte
Muchos lenguajes interpretados son primero compilados a código byte, que luego es normalmente interpretado por la máquina virtual usando la compilación en tiempo de ejecución, del código byte a código nativo. Sin embargo, algunas veces, el código byte también puede ser compilado a un binario nativo usando un compilador anticipado, o ejecutado nativamente, por el procesador hardware.
| - Java (se compila en código byte Java para que sea interpretado por la JVM) - Lua | - .NET Framework (traducidos a código byte, llamado CIL) - Pike | - Python - Squeak Smalltalk - Visual FoxPro - Lisp - AppleScript |